# Макарьев, Александр Константинович
Александр Константинович Макарьев (15 августа 1901, Нижний Новгород, Российская империя — 8 июля 1961, Москва, СССР) — советский военачальник, генерал-майор (13.09.1944).

## Биография
Родился 15 августа 1901 года в городе Нижний Новгород Российской империи. Русский.

### Военная служба

#### Гражданская война
12 марта 1920 года добровольно поступил на 24-е Нижегородские пехотные командные курсы, после их окончания с октября командовал взводом и ротой в 199-м стрелковом полку 23-й стрелковой дивизии. В его составе воевал на Южном фронте против войск генерала П. Н. Врангеля.

#### Межвоенные годы
После войны с сентября 1921 года командовал взводом в дивизионной школе 3-й Крымской стрелковой дивизии, с ноября — взводом караульной роты Крымского военного продовольственного склада. В марте 1922 года переведен командиром взвода в 133-й стрелковый полк 15-й Сивашской стрелковой дивизии. В сентябре откомандирован на учёбу в 13-ю Одесскую пехотную школу. В октябре 1924 года направлен в 132-й стрелковый полк 44-й стрелковой дивизии, где прослужил более шести лет в должностях командира взвода полковой школы, командира роты команды одногодичников, пом. начальника штаба полка по оперативной части. Член ВКП(б) с 1927 года. В декабре 1930 года назначен начальником военно-учебной части Горьковского механико-машиностроительного института, затем с ноября 1931 года работал в той же должности во Всесоюзном институте Кожевенной промышленности в Москве. С марта 1934 года проходил службу в штабе МВО пом. начальника, 1-м пом. начальника и врид начальника 5-го отдела. В 1935 году закончил вечерний факультет Военной академии РККА им. М. В. Фрунзе. С февраля 1938 года исполнял должность пом. начальника по учебно-строевой части КУКС по разведке при Разведывательном управлении РККА. В декабре 1939 года зачислен слушателем в Академию Генштаба РККА.

#### Великая Отечественная война
26 июня 1941 года подполковник Макарьев из академии был направлен в распоряжение штаба Северо-Западного фронта (считается окончившим академию 16 июля), после прибытия назначен старшим помощником начальника оперативного отдела штаба фронта. Будучи в этой должности, выполнял задачи по установке связи с соединениями фронта. По распоряжению члена Военного совета фронта Т. Ф. Штыкова временно командовал 257-й стрелковой дивизией 34-й армии, занимался восстановлением её боеспособности в районе реки Ловать. В конце июля по распоряжению члена Военного совета В. М. Бочкова с небольшим отрядом оборонял пгт Молвотицы, прикрывая отход управления 27-й армии в район Бель 1-я. В сентябре 1941 года назначен командиром 33-й стрелковой дивизии, которая вела боевые действия в 27-й армии на Северо-Западном, затем Калининском фронтах. Её части занимали оборону по берегу озера Селигер. В ночь с 6 на 7 ноября 1941 года дивизия захватила плацдарм на западном берегу озера и удерживала его до января 1942 года. Затем её части в составе 3-й ударной армии Калининского фронта принимали участие в Торопецко-Холмской наступательной операции, прошли с боями более 200 км и 21 января 1942 года освободили город Холм. Однако затем противник сильной контратакой частей 23-й пехотной дивизии вновь захватил часть города Холм, после чего в течение двух месяцев бои велись непосредственно на улицах города.
С марта 1942 года полковник Макарьев назначен заместителем командующего и начальником управления тыла 3-й ударной армии. В июне — июле находился на лечении в госпитале по болезни, затем был назначен начальником оперативной группы укрепрайонов Сталинградского фронта. Сформировал группу, организовал укрепрайоны и 19 июля занял оборону с ними по реке Дон от ст. Иловля до ст. Нижне-Чирская. После расформирования группы назначен зам. командующего восточного берега реки Волга (ему подчинялись тыловые части 62-й армии и части, выделенные из района Сталинграда на доукомплектование). Его задачей была организация обороны большого острова напротив — Купоросное. С прибытием КП Сталинградского фронта на восточный берег Волги Макарьев был откомандирован в Москву в распоряжение ГУК.
В ноябре 1942 года назначен командиром 387-й стрелковой дивизии, находившейся в резерве Ставки ВГК в составе 2-й гвардейской армии в районе города Мичуринск Тамбовской области. В середине декабря дивизия в составе армии была переброшена на Сталинградский фронт и участвовала в Котельниковской операции, в оборонительных боях на рубеже совхоза Крень с целью недопущения прорыва котельниковской группировки противника на соединение с окруженными под Сталинградом немецкими войсками. 25 декабря 1942	года она в составе армии перешла в наступление. С 1 января 1943 года её части наступали в составе Южного фронта (бывший Сталинградский). 16 января они вышли на рубеж реки Северский Донец и завязали упорные бои с противником, отражая частые контратаки танков и пехоты противника. В ходе дальнейшего наступления дивизия действовала на Новочеркасском направлении и 13 февраля освободила года Новочеркасск, а 9 марта 1943 года выведена во второй эшелон (Северо-Кавказская, Ростовская наступательные операции). В начале апреля 1943	года дивизия входила в 51-ю армию Южного фронта, затем 19 апреля подчинена 28-й армии и заняла оборону в районе Матвеева Кургана. С 12 мая 1943 года она была переподчинена 44-й армии, а в конце июня отведена на тыловой рубеж обороны. В июне — июле полковник Макарьев находился в госпитале по болезни, затем вновь вернулся в дивизию, которая в это время в составе 28-й армии участвовала в Миусской наступательной операции. В середине августа она была подчинена 5-й ударной армии и в её составе принимала участие в Донбасской наступательной операции. В начале сентября отстранен от командования дивизией командующим 5-й ударной армией генерал-лейтенантом В. Д. Цветаевым и зачислен в резерв Военного совета Южного фронта, затем вновь находился на лечении в госпитале в Москве.
В декабре 1943 года направлен в распоряжение Военного совета 1-го Прибалтийского фронта и назначен зам. начальника штаба фронта по ВПУ. С июня 1944 года вступил в командование 29-й стрелковой дивизией. В составе 6-й гвардейской армии участвовал с ней в форсировании реки Западная Двина, в овладении городами Даугавпилс и Вайноде. 12 декабря 1944 года генерал-майор Макарьев был отстранен от должности и зачислен в распоряжение Военного совета фронта, затем до апреля 1945 г. находился в госпитале в городе Шяуляй и на курортном лечении. После выздоровления назначен командиром 97-й стрелковой дивизии 3-го Белорусского фронта, однако в боях не участвовал. Приняв дивизию, убыл с ней на Дальний Восток, где она вошла в состав 5-й армии Дальневосточного фронта. В том же месяце переведен на должность командира 184-й стрелковой дивизии 45-го стрелкового корпуса, однако в этой должности характеризовался отрицательно. Приказом по армии был отстранен от должности и зачислен в распоряжение Военного совета 1-го Дальневосточного фронта.
За время войны комдив Макарьев был три раза персонально упомянут в благодарственных в приказах Верховного Главнокомандующего.

#### Послевоенное время
После войны с ноября 1945 года состоял в распоряжении Военного совета фронта, затем в феврале 1946 года направлен в Высшую военную академию им. К. Е. Ворошилова старшим преподавателем кафедры высших соединений. В феврале 1954 года генерал-майор Макарьев уволен в запас.
Жил в Москве. Умер 8 июля 1961 года. Похоронен на Кузьминском кладбище в Москве.

## Награды
- орден Ленина (06.05.1946)[6][7]
- три ордена Красного Знамени (23.04.1944[8], 03.11.1944[9][7], 15.11.1950[10][7])
- орден Суворова II степени (19.09.1944)[11]
- орден Кутузова II степени (31.03.1943)[12]
  - медали в том числе:
  - «XX лет Рабоче-Крестьянской Красной Армии» (1938)[11].
  - «За оборону Сталинграда» (1943)[11].
  - «За победу над Германией в Великой Отечественной войне 1941—1945 гг.» (14.11.1945)[13]
  - «За победу над Японией» (1945)
  - «За взятие Кёнигсберга» (1945)

Приказы (благодарности) Верховного Главнокомандующего в которых отмечен А. К. Макарьев.
- За овладение штурмом городом и важным железнодорожным узлом Полоцк — мощным укрепленным районом обороны немцев, прикрывающим направление на Двинск. 4 июля 1944 года. № 129.
- За овладение штурмом городами Даугавпилс (Двинск) и Резекне (Режица) — важными железнодорожными узлами и мощными опорными пунктами обороны немцев на рижском направлении. 27 июля 1944 года. № 153.
- За переход в наступление из района северо-западнее и юго-западнее Шяуляй (Шавли), прорыв сильно укреплённой обороны противника и овладение важными опорными пунктами обороны немцев Тельшяй, Плунгяны, Мажейкяй, Тришкяй, Тиркшляй, Седа, Ворни, Кельмы. 8 октября 1944 года № 193.